# توروستون (باكينجهامشير)
توروستون (بالإنجليزية: Turweston)‏ هي قرية وأبرشية مدنية تقع في المملكة المتحدة في إنجلترا. يقدر عدد سكانها بـ 211 نسمة .